# Pandoravirus dulcis
Pandoravirus dulcis est un virus de forme ovale du genre Pandoravirus qui a été découvert dans un lac de l'université de La Trobe à Melbourne (Australie) en 2013. 
Ce virus contient environ 1,9 million de bases azotées et environ 1500 gènes. Avec Pandoravirus salinus et une taille de presque un micromètre, il est l'un des plus grands virus jamais identifiés.